# 慈成男
慈 成男（チャ・ソンナム、朝鮮語: 자성남、1954年3月28日 - ）は、朝鮮民主主義人民共和国の国連大使。

## 経歴
平壌外国語大学を1983年に卒業した後、2005年から2006年にかけて、統一部長、北朝鮮外務省軍縮平和研究所所長を務めた。国連駐在北朝鮮代表部公使として勤務し、2007〜2011年の間に英国駐在大使にあった。 以後、北朝鮮外務省局長にあるが、2014年2月に辛善虎（シン・ソンホ）の後任として国連駐在北朝鮮大使として赴任した。2018年7月、4年間の任期を終え、転出した。